# Шаолинь цюань

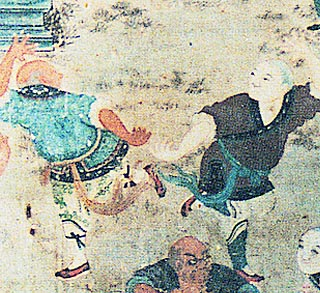
Иллюстрация боевого искусства в храме Шаолинь

Шаолиньское ушу, Шаолиньцюань (полное название — «Шаолинь-Сы Цюань-Фа») — это традиционное название искусства рукопашного боя и способов владения оружием, зародившихся или развивавшихся в буддийском монастыре Суншань Шаолинь, расположенном в китайской провинции Хэнань (административный центр — Чжэнчжоу) в уезде Дэнфэн. В настоящее время в шаолиньском ушу выделяют следующие разделы:
- «Стояние столбом» (иначе «Столбовое стояние» — метод, относящийся к цигун).
- Трактаты «Ицзиньцзин» («Канон изменений мышц») и «Сисуйцзин» («Канон об омовении костного мозга» — утрачен, и ныне под маркой «Сисуйцзин» преподают самые разнообразные техники цигун).
- «72 искусства Шаолиня».
- Шаолиньские комплексы без оружия и с оружием.
- Шаолиньские парные комплексы.
- Шаолиньские приёмы циньна.

Характерными признаками шаолиньского ушу считаются следующие моменты:
- «Кулак бьёт на пространстве, где может улечься корова»
- «Кулак идёт одной нитью»
- «При ударе рука согнута — и не согнута, выпрямлена — и не выпрямлена»
- «У кулака есть форма, у удара нет формы»
- «Внешне свиреп — внутри спокоен»
- «Есть методы для инь, есть методы для ян»
- «Встречаешь жёсткое мягкой трансформацией, встречаешь мягкое жёстким наступлением».

Шаолиньцюань характеризуется шестью иероглифами: наработка, соответствие, храбрость, быстрота, свирепость и подлинность.
- Наработка означает, что мастерство должно быть совершенным. Как гласит китайская поговорка, «кулак бьёт тысячу раз, а корпус движется естественно» (кит. упр. 拳打千遍, 身法自然, палл. цюань да цянь бянь, шэнь фа цзыжань). В действиях кулаками нужно, чтобы проникновение в суть достигало сверхъестественности, чтобы была живая манёвренность, нужно демонстрировать один приём на одну позицию, в атаке есть защита, в защите есть атака.
- Соответствие — ци должно двигаться в соответствии с делаемым, защиты должны согласовываться с атаками помогая силе и следуя форме, не нужно входить в лобовое столкновение с надвигающимся приёмом, и четырьмя лянами можно извлечь тысячу цзиней.
- Храбрость — это решительность. Появилась возможность — и атакуешь без колебаний.
- Быстрота — это скорость. В движении подобен убегающему зайцу, окидываешь взглядом — будто летящий лебедь.
- Свирепость означает, что в движениях должна быть сила.
- Подлинность — это означает, что не надо тренировать красивые пустые движения; приём за приёмом, форма за формой, если не удар — то защита, но в защите есть удар, в ударе есть защита.

## Книги по Шаолинь цюань
- Железный воин (автор Ань Цзайфэн). Книга про жесткий цигун практикуемый в монастыре Шаолинь.
- Стиль богомола. Тан Лан Цюань (автор Вэнь У). Книга про стиль богомола, который является одним из основных стилей практикуемых в Шаолиньцюань.
- 72 искусства монастыря Шаолинь (автор Джин Джинг Зонг). Книга про шаолиньские упражнения — очень напоминает Шаолиньцюань публиковавшийся в журнале «Техника-молодежи» — интересные упражнения. При том что книга была издана аж в 1934 г.
- Шаолиньский красный кулак (автор Го Юнтай). Книга про один из классических стилей Шаолинь цюань.
- Паоцюань. Шаолиньский пушечный кулак (автор Го Юнтай). Книга про один из классических стилей Шаолинь цюань.
- Кулак потерянного следа — Мицзунцюань (автор Го Юнтай). Книга про один из классических стилей Шаолинь цюань.
- Искусство монастыря Шаолинь - секреты самообороны, здоровья и просветления духа (автор Вон Кью-Кит).